# La Ventana (álbum de Roberto Carlos)
"La Ventana", "Roberto Carlos Canta en Español", o simplemente llamado "En Español" es el 16° álbum de estudio del cantautor brasileño Roberto Carlos, fue lanzado en 1973 bajo el sello de Discos CBS International, y se incluyó en 2008 en el disco recopilatorio Pra Sempre em Espanhol Vol. 1, mismo que ahora únicamente se encuentra disponible las canciones que conforman este álbum.
Este álbum, como su antecesor en portugués, tuvo grandes éxitos que son emblema del cantante, como La Ventana, ¿Qué Será de Ti?, La Distancia y La Montaña, colocándose esta última en los primeros 3 lugares por la revista Billboard de las canciones más escuchadas en México en julio de 1973.

## Lista de canciones[2]
- 1. La Ventana (A Janela)
- 2. ¿Qué Será de Ti? (Como Vai Você)
- 3. La Montaña (A Montanha)
- 4. Estás Tan Linda (Você é Linda)
- 5. Por Amor (Por Amor)
- 6. La Distancia (À Distância)
- 7. Usted Ya Me Olvidó (Você Já Me Esqueceu)
- 8. Negra (Negra)
- 9. Las Flores del Jardín de Nuestra Casa (As Flores do Jardim da Nossa Casa)
- 10. Te Dije Adiós (Eu Disse Adeus)